# باسم فتحي
باسم فتحي (مواليد 1 أغسطس 1982) لاعب كرة قدم أردني يلعب في نادي الوحدات في مركز ظهير الشمال ويلعب أيضا في المنتخب الأردني في نفس المركز. فاز مع نادي الوحدات ببطولات محلية عديدة.

## روابط خارجية
- باسم فتحي على موقع الاتحاد الدولي (مؤرشف)  (الإنجليزية)
- باسم فتحي على موقع قاعدة بيانات كرة القدم.إي يو (الإنجليزية)
- باسم فتحي على موقع ناشيونال فوتبول تيمز (الإنجليزية)
- باسم فتحي على موقع Soccerway.com (الإنجليزية)
- باسم فتحي على موقع كووورة